# Антониос Пепанос
Антониос Пепанос (грч. Αντώνιος Πέπανος; 1866 — ? ) је био грчки пливач, који је учествовао на Олимпијским играма 1896.
Пепанос је учествовао само у пливању на 500 метара слободно. У трци су учествовала само три такмичара. Победио је Паул Нојман из Аустрије резултатом 8:12,6. Пепанос је стигао други резултатом 9:57,6 и освојио сребрну медаљу.